# Indias Orientales Neerlandesas
Las Indias Orientales Neerlandesas (en neerlandés: Nederlands-Oost-Indië) fue el nombre de las colonias establecidas originalmente por la Compañía Neerlandesa de las Indias Orientales, que estuvieron bajo la administración de los Países Bajos durante el siglo XIX.
Durante el siglo XIX, las posesiones neerlandesas y su hegemonía se expandieron, alcanzando la mayor extensión territorial a principios del siglo XX. Las Indias Orientales Neerlandesas fueron una de las colonias más valiosas bajo el dominio europeo y contribuyó a la prominencia global neerlandesa en el comercio de especias y cultivos comerciales en el siglo XIX y principios del XX. El orden social colonial se basaba en estructuras raciales y sociales rígidas con una élite neerlandesa que vivía separada pero vinculada a sus súbditos nativos. El término Indonesia entró en uso para la ubicación geográfica después de 1880. A principios del siglo XX, los intelectuales locales comenzaron a desarrollar el concepto de Indonesia como un estado nación y sentó las bases para un movimiento de independencia.
La ocupación japonesa en la Segunda Guerra Mundial desmanteló gran parte del estado y la economía coloniales neerlandeses. Después de la rendición japonesa en agosto de 1945, los nacionalistas indonesios declararon la independencia por la que lucharon durante la subsiguiente Revolución Nacional de Indonesia. Los Países Bajos reconocieron formalmente la soberanía de Indonesia en la Conferencia de Mesa Redonda Neerlandesa-Indonesia de 1949 con la excepción de la Nueva Guinea Neerlandesa (Nueva Guinea Occidental), que fue cedida a Indonesia 14 años después, en 1963, bajo las disposiciones del Acuerdo de Nueva York.

## Historia
Siglos antes de la llegada de los europeos, el archipiélago indonesio sustentaba varios estados, entre ellos estados comerciales costeros y estados agrarios del interior (los más importantes fueron Srivijaya y Majapahit). Los europeos conocían las islas y las visitaron esporádicamente en expediciones como la de Marco Polo en 1292 y la de su compatriota italiano Odorico de Pordenone en 1321. Los primeros europeos en establecerse en Indonesia fueron los portugueses, en 1512. Tras la interrupción del acceso neerlandés a las especias, la primera expedición neerlandesa  zarpó hacia las Indias Orientales en 1595 para acceder a las especias directamente desde Asia. Al obtener un beneficio del 400 % a su regreso, pronto le siguieron otras expediciones neerlandesas. Reconociendo el potencial del comercio de las Indias Orientales, el gobierno neerlandés fusionó las compañías competidoras en la Compañía Neerlandesa de las Indias Orientales (Vereenigde Oost-Indische Compagnie o VOC).
A finales del siglo XVI, varios exploradores marítimos (Jan Huygen van Linschoten en 1582 y los viajes de Cornelis Houtman en 1592) habían preparado el camino para el viaje de Houtman a Bantam, el principal puerto de la Isla de Java, en (1595-1597), donde consiguió unas pequeñas ganancias. La penetración neerlandesa en las Indias Orientales, que en ese entonces eran territorio de Portugal, fue lenta y discreta.
La Compañía Neerlandesa de las Indias Orientales, creada en 1602, concentró los esfuerzos comerciales neerlandeses bajo un solo mando y una sola política. En 1605 barcos mercantes neerlandeses capturaron el fuerte portugués de Amboyna en las Molucas, que constituyó la primera base de la VOC, nombre que dieron los neerlandeses a su compañía. La Tregua de los Doce Años firmada en Amberes en 1609 dio inicio a un cese en las hostilidades entre España (que controlaba Portugal y sus territorios en esa época) y las Provincias Unidas. En las Indias, la fundación de Batavia formó el centro desde el cual podrían coordinarse las empresas neerlandesas, más mercantiles que coloniales.
Uno tras otro, los neerlandeses tomaron el control de los puertos de las Indias Orientales: Malaca en 1641; Achem (Aceh), en el antiguo reino de Sumatra, 1667; Macassar 1669 y por último Bantam en 1682. Al mismo tiempo, las conexiones entre los puertos de la India proporcionó a los neerlandeses el algodón, que se intercambiaba por pimienta negra.

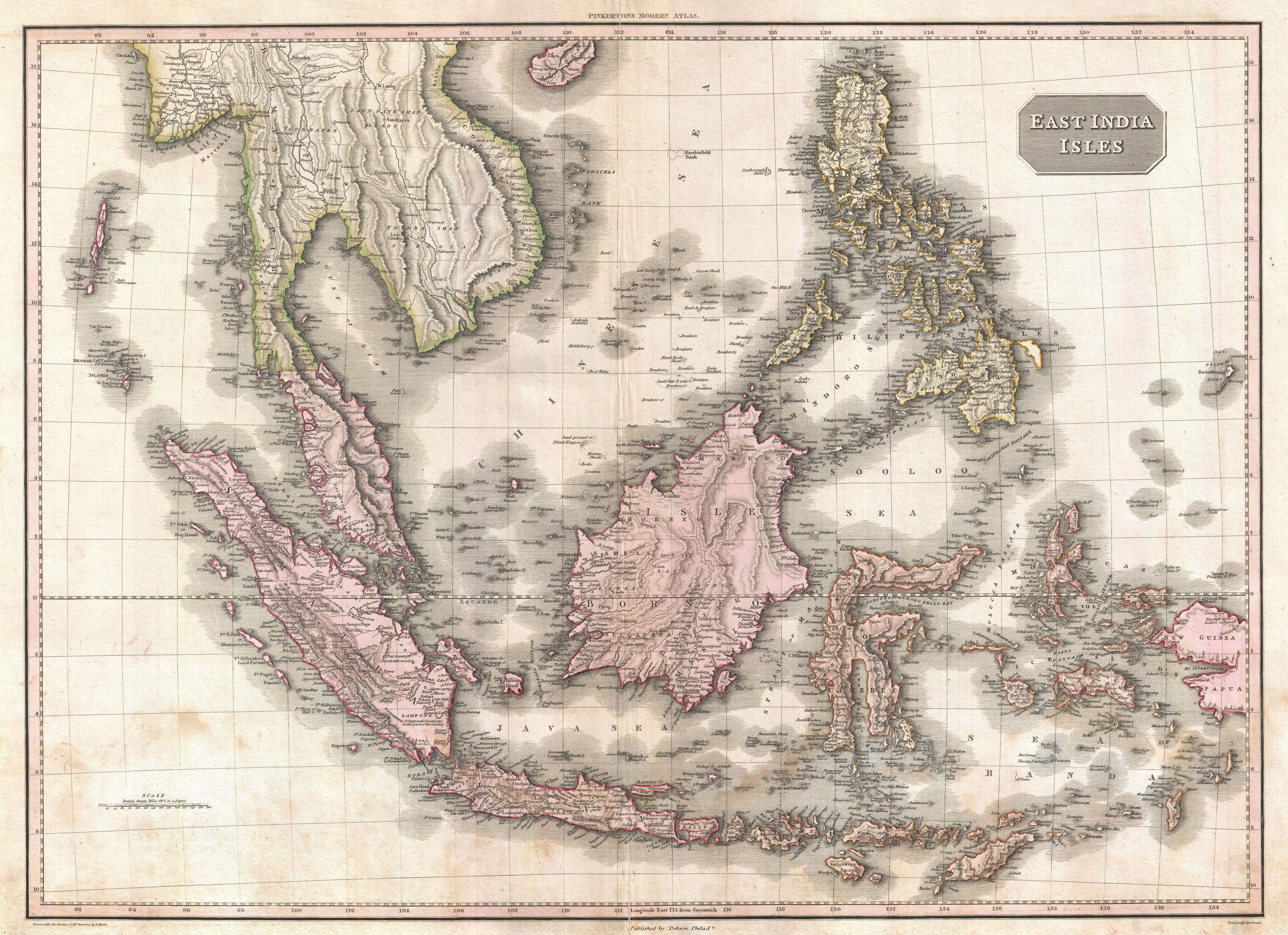
El mapa de Pinkerton: Uno de los mapas más detallados existentes de las Indias Orientales, cubriendo la totalidad de islas y asentamientos desde el sur de Birmania a Java, y desde las islas Andamán hacia el este, alcanzando las Filipinas y Nueva Guinea. Fue dibujado por L. Herbert y grabado en relieve por Samuel Neele bajo la dirección de John Pinkerton, cuyo nombre recibe.

Gran fuente de riqueza en las Indias Orientales fue el comercio dentro del archipiélago, donde las especias se adquirían con plata originaria de América, más codiciable en Oriente que en Europa. Concentrando los monopolios en las especias, la política neerlandesa fortaleció el monocultivo. Amboina se dedicó al clavo de olor, Timor al sándalo, las islas de la Banda a la nuez moscada y a la pimienta. Esta política de monocultivo conectó las economías de las islas con un sistema en el que todas necesitaban de las otras para satisfacer sus necesidades.
En 1700 se estableció un modelo colonial. La VOC creció hasta convertirse en un estado dentro de un estado y tener un poder dominante dentro del archipiélago. Tras la liquidación de la compañía en 1799 y tras el interregno francés durante las guerras napoleónicas, el gobierno de los Países Bajos retomó la administración hasta la independencia de Indonesia en 1949 tras la Revolución Nacional de Indonesia.
La ciudad capital de las Indias Orientales Neerlandesas fue Batavia, ahora conocida como Yakarta.

### Esclavitud
Cuando la VOC llegó al archipiélago indonesio, empezó a utilizar y ampliar el sistema de esclavitud indígena existente entonces. En algunos lugares, los esclavos trabajaban en plantaciones, como en las islas Molucas y Banda, donde la VOC había exterminado a la mayoría de la población local. Sin embargo, la mayoría de los esclavos se utilizaban como artesanos (constructores de barcos, carpinteros, etc.), sirvientes domésticos y concubinas.
Los esclavos podían adquirirse mediante el comercio en los mercados de esclavos indígenas o capturados en incursiones. En algunos casos, la VOC avivaba las tensiones étnicas entre poblaciones rivales con la esperanza de poder comprar a bajo precio cautivos de guerra en los mercados de esclavos tras el conflicto. Los esclavos se transportaban desde islas de la propia Indonesia o desde otros países como India y China. Las estimaciones sobre la escala del comercio de esclavos en las Indias Orientales Neerlandesas son escasas, pero se sugiere que alrededor de un millón de esclavos estuvieron activos durante su apogeo en los siglos XVII y XVIII.
Los castigos para los esclavos podían ser extremadamente duros, como la amputación de manos y orejas, el corte de pechos, la inserción de sal en las heridas, ser comidos vivos por insectos, ser ahorcados, marcado con hierro candente, la extracción de trozos de carne con tenazas de hierro candente y ser torturados y ejecutados en la rueda rompedora. Estos castigos solían reservarse a los esclavos que cometían delitos considerados graves, como robar a su amo, huir y atacar o matar a su amo.
En teoría, los amos no podían castigar a sus esclavos como quisieran. Los castigos a los esclavos debían decidirse en los tribunales y los castigos mencionados sólo podían aplicarse cuando el esclavo era declarado culpable en un juicio oficial. Sin embargo, en la realidad, era generalizado el abuso de los esclavos por sus amos y a menudo quedaba impune. Las palizas y los azotes eran castigos habituales para los esclavos desobedientes. La violación de esclavas por parte de sus amos también era habitual, ya que estas mujeres y niñas estaban obligadas a prestar servicios sexuales a sus amos.
La esclavitud no terminó con la quiebra de la VOC en 1798, sino que continuó bajo el dominio del Estado neerlandés. Debido a la creciente crítica internacional, la esclavitud finalmente se abolió en las Indias Orientales Nerlandesas en 1860. En realidad, la abolición se limitó a los esclavos de Java y Madura, cuyos amos recibieron una compensación económica por la pérdida de su mano de obra. Sin embargo, en muchas otras islas, donde los amos solían ser gobernantes indígenas, las cosas cambiaron poco. La razón principal era económica, ya que el Estado neerlandés de la época no quería gastar el dinero necesario para liberar a los esclavos de las islas más lejanas. Otra razón era apaciguar a los gobernantes locales y evitar la agitación política. Debido a la laxa política del Estado neerlandés, la esclavitud persistió en algunas partes de las Indias Orientales Neerlandesas hasta bien entrado el siglo XX.

### Conquistas neerlandesas
Desde la llegada de los primeros barcos neerlandeses a finales del siglo XVI hasta la declaración de independencia en 1945, el control neerlandés sobre el archipiélago indonesio fue siempre tenue. Aunque Java estuvo dominada por los neerlandeses , muchas zonas permanecieron independientes durante gran parte de este tiempo, como Aceh, Bali, Lombok y Borneo. Hubo numerosas guerras y disturbios en todo el archipiélago, ya que varios grupos indígenas se resistieron a los esfuerzos por establecer una hegemonía neerlandesa, lo que debilitó el control neerlandés y ató sus fuerzas militares. La piratería siguió siendo un problema hasta mediados del siglo XIX. Finalmente, a principios del siglo XX, el dominio imperial se extendió por lo que se convertiría en el territorio de la actual Indonesia.

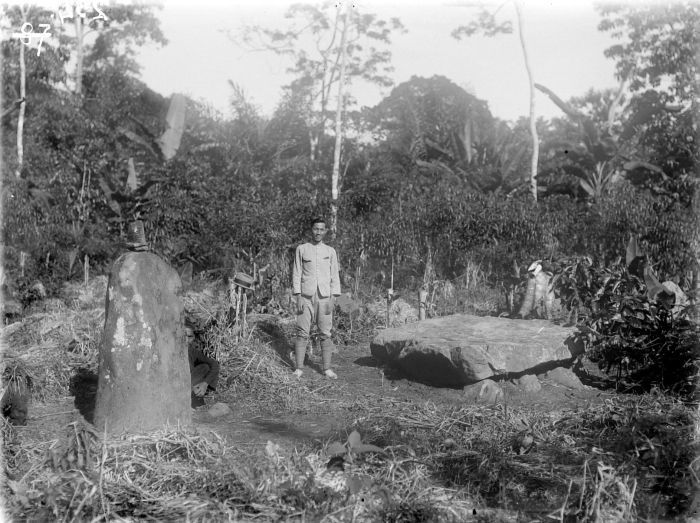
Megalito Batu Brak ubicado en el antiguo asentamiento de Kraton Kepaksian Paksi Pak Sekala Brak en Hanibung Batu Brak, Sumatra, en el momento de la erupción del monte Suwohen, en una imagen de 1931.

En 1806, con los Países Bajos bajo el dominio del Imperial Francés, el emperador Napoleón I nombró a su hermano Luis Bonaparte para ocupar el trono neerlandés, lo que condujo al nombramiento en 1808 del mariscal Herman Willem Daendels como gobernador general de las Indias Orientales Neerlandesas. En 1811 le sustituyó el gobernador general Jan Willem Janssens, pero, poco después de su llegada, fuerzas británicas ocuparon varios puertos de las Indias Orientales Neerlandesas e invadieron las Islas de las Especias y Java el año siguiente, lo que llevó a Sir Thomas Stamford Raffles a convertirse en Teniente Gobernador. Tras la derrota de Napoleón en la Batalla de Waterloo de 1815 y el Congreso de Viena, en 1816 se restableció el control neerlandés independiente. En virtud del Tratado anglo-neerlandés de 1824, los neerlandeses se aseguraron asentamientos británicos como Bengkulu, Kepaksian Pernong Sakala Brak en Sumatra, que se fundó en el siglo XIII d. C. Los británicos aseguran el asentamiento neerlandés de Singapur a cambio de ceder el control de sus posesiones en la Península Malaya (Malaya) y la India Neerlandesa. Las fronteras resultantes entre las antiguas posesiones británicas y neerlandesas permanecen hoy entre las modernas Malasia e Indonesia.
Desde el establecimiento de la VOC en el siglo XVII, la expansión del territorio neerlandés había sido un asunto de negocios. El cargo de gobernador general de Graaf van den Bosch (1830-1835) confirmó la rentabilidad como fundamento de la política oficial, que restringió su atención a Java, Sumatra y Bangka. Sin embargo, a partir de 1840 aproximadamente, el expansionismo nacional neerlandés les llevó a emprender una serie de guerras para ampliar y consolidar sus posesiones en las islas exteriores. Las motivaciones eran, entre otras, la protección de zonas ya poseídas, la intervención de oficiales neerlandeses ambiciosos de gloria o promoción y el establecimiento de reivindicaciones neerlandesas en todo el archipiélago para evitar la intervención de otras potencias occidentales durante el Presión europea por las posesiones coloniales. A medida que se expandía la explotación de los recursos indonesios frente a Java, la mayoría de las islas exteriores quedaron bajo el control o la influencia directa del gobierno neerlandés.

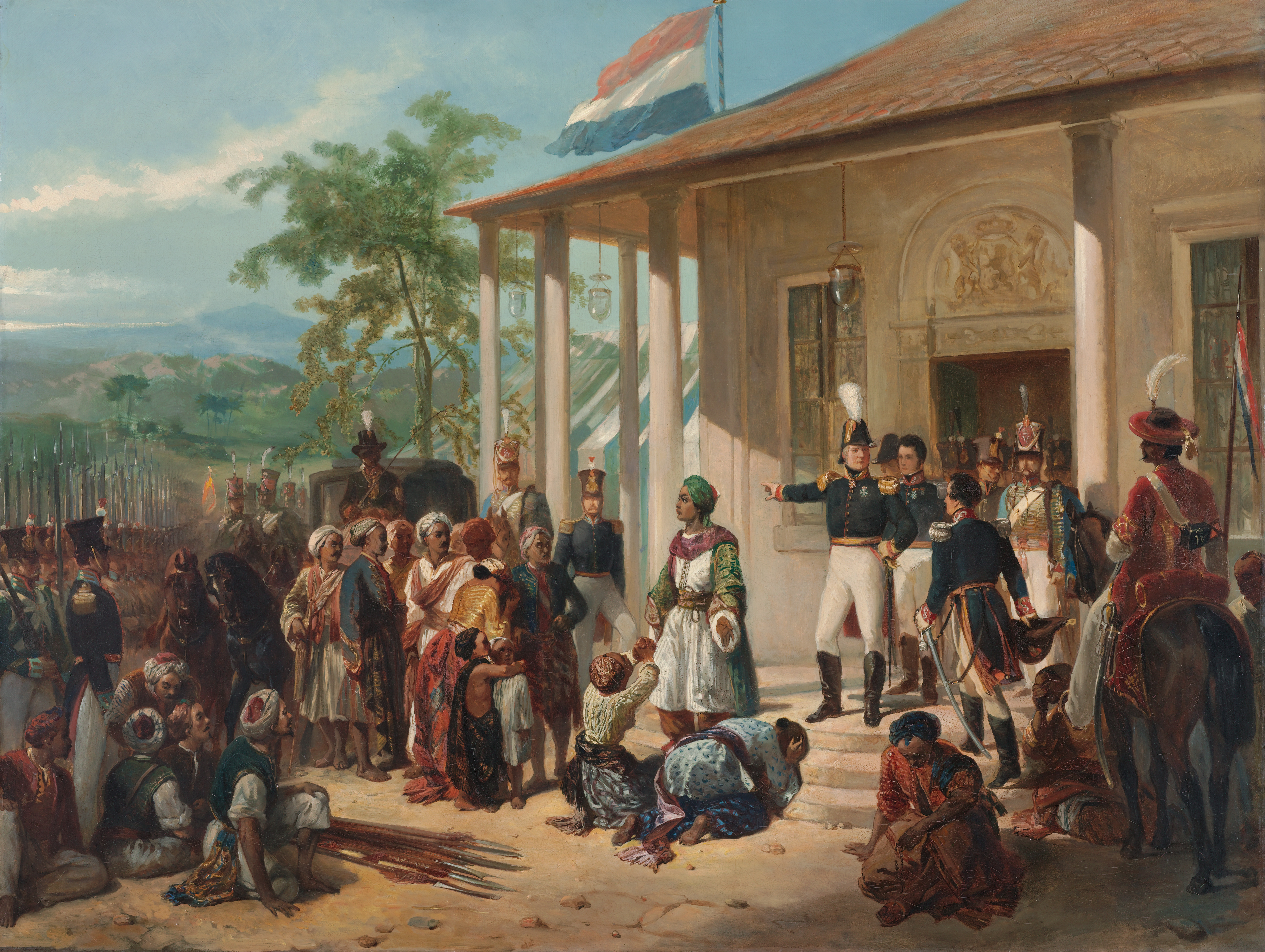
La sumisión del príncipe Dipo Negoro al general De Kock, por Nicolaas Pieneman.

Los neerlandeses subyugaron al Minangkabau de Sumatra en la Guerra de Padri (1821-38) y la Guerra de Java (1825-30) acabó con una importante resistencia javanesa. La Guerra de Banjarmasin (1859-1863), en el sureste de Kalimantan, acabó con la derrota del sultán. Tras las fallidas expediciones para conquistar Bali en la intervención neerlandesa en el norte de Bali en 1846 y en 1848, una intervención neerlandesa en Bali en 1849 puso el norte de Bali bajo control neerlandés. La expedición militar más prolongada fue la Guerra de Aceh, en la que una invasión neerlandesa en 1873 se encontró con la resistencia de la guerrilla indígena y terminó con una rendición de Aceh en 1912. Los disturbios continuaron estallando tanto en Java como en Sumatra durante el resto del siglo XIX. Entre ellos está la Revuelta campesina de Banten tras la tremenda erupción del Krakatoa en 1883. Sin embargo, la isla de Lombok pasó a control neerlandés en 1894 y la resistencia Batak en el norte de Sumatra se sofocó en 1895. Hacia finales del siglo XIX, la balanza del poder militar se inclinó hacia los neerlandeses industrializados y en contra de las políticas indonesias independientes preindustriales a medida que aumentaba la brecha tecnológica. Los líderes militares y los políticos neerlandeses creían que tenían el deber moral de liberar a los pueblos indonesios nativos de los gobernantes indígenas considerados opresores, atrasados o irrespetuosos con el derecho internacional.
Aunque estallaron rebeliones indonesias, el dominio colonial directo se extendió por el resto del archipiélago de 1901 a 1910 y se arrebató el control a los gobernantes locales independientes que quedaban. El suroeste de Sulawesi se ocupó en 1905-06 y la isla de Bali se subyugó con conquistas militares en 1906 y en 1908, al igual que los restantes reinos independientes de Maluku, Sumatra, Kalimantan y Nusa Tenggara. Otros gobernantes, como los sultanes de Tidore en Maluku, Pontianak (Kalimantan) y Palembang en Sumatra, solicitaron la protección neerlandesa frente a vecinos independientes para evitar así la conquista militar neerlandesa y pudieron negociar mejores condiciones bajo el dominio colonial. La Península de Doberai (Nueva Guinea Occidental) quedó bajo administración neerlandesa en 1920. Esta última extensión territorial formó el territorio de la República de Indonesia.